# Liste des plus hauts cols routiers des Alpes françaises
Cette liste présente les plus hauts cols routiers des Alpes françaises, classés par altitude, dont au moins un des deux accès est revêtu.

## Huit cols frontaliers
Cinq des trente plus hauts cols des Alpes françaises sont des cols frontières vers l'Italie : col Agnel (2 744 m), col de la Lombarde (2 347 m), col du Petit-Saint-Bernard (2 188 m), col de Larche (1 991 m) et col de Tende (1 871 m).

## Les «faux» cols routiers, ou routes de montagne d'altitude
La route du « col de la cime de la Bonette » culminant à 2 802 m d’altitude, n’est pas un col. Il s’agit de la plus haute route goudronnée de France, mais elle permet uniquement de faire le tour de la cime de la Bonette (2 860 m) et ramène au point de départ : le col de la Bonette (2 715 m). Celui-ci est le seul passage bitumé et praticable permettant de joindre Jausiers depuis Saint-Étienne-de-Tinée. Le col de la Bonette est parfois nommé col de la Bonette-Restefond en raison de la présence en contrebas du versant nord du col de la Bonette du col de Restefond (2 680 m). Mais ce dernier ne se trouve pas exactement sur la route C4 qui relie Jausiers au col de la Bonette et ne permet pas à des véhicules de rallier Saint-Étienne-de-Tinée.
Malgré une altitude elle aussi très élevée et les panoramas qu'ils permettent d'admirer, le col de la Moutière à 2 454 m d'altitude, le col de Granon, à 2 404 m, le col du Sabot, à 2 100 m, et le col du Joly, à 1 989 mètres d'altitude, sont également exclus du palmarès par les associations de cyclotouristes. Ils ne peuvent pas être considérés comme de véritables cols « routiers » : une route goudronnée et vraiment carrossable ne les escalade que d'un côté, ce qui ne suffit pas à assurer une liaison automobile régulière entre deux vallées, vocation essentielle d'un col routier.

## Liste
| Nom                 | Altitude     | Situation                                                                       | Vallée 1                       | Vallée 2                            | Coordonnées                 | Illustration |
| ------------------- | ------------ | ------------------------------------------------------------------------------- | ------------------------------ | ----------------------------------- | --------------------------- | ------------ |
| Iseran              | 2 764 mètres | Vanoise / Alpes grées, Savoie                                                   | Vallée de la Tarentaise        | Vallée de la Maurienne              | 45° 25′ 02″ N, 7° 01′ 53″ E |              |
| Agnel               | 2 744 mètres | Massif d'Escreins, Hautes-Alpes Frontière franco-italienne                      | Vallée du Guil                 | Val Varaita                         | 44° 41′ 03″ N, 6° 58′ 46″ E |              |
| Bonette             | 2 715 mètres | Massif du Mercantour-Argentera, Alpes-Maritimes                                 | Vallée de l'Ubaye              | Vallée de la Tinée                  | 44° 19′ 12″ N, 6° 48′ 25″ E |              |
| Galibier            | 2 642 mètres | Arves / Cerces Savoie / Hautes-Alpes                                            | Vallée de la Guisane           | Vallée de la Valloirette            | 45° 03′ 51″ N, 6° 24′ 31″ E |              |
| Izoard              | 2 362 mètres | Queyras, Hautes-Alpes                                                           | Queyras                        | Briançonnais                        | 44° 49′ 11″ N, 6° 44′ 07″ E |              |
| Lombarde            | 2 347 mètres | Mercantour-Argentera Frontière franco-italienne                                 | Vallée de la Tinée             | Vallée de la Stura di Demonte       | 44° 12′ 10″ N, 7° 09′ 00″ E |              |
| Cayolle             | 2 324 mètres | Pelat / Mercantour-Argentera, Alpes-Maritimes                                   | Vallée de l'Ubaye              | Vallée du Var                       | 44° 15′ 32″ N, 6° 44′ 38″ E |              |
| Allos               | 2 240 mètres | Pelat / Trois-Évêchés                                                           | Vallée de l'Ubaye              | Vallée du Verdon                    | 44° 17′ 50″ N, 6° 35′ 39″ E |              |
| Petit-Saint-Bernard | 2 188 mètres | Alpes grées Frontière franco-italienne                                          | Vallée de la Tarentaise        | Vallon de La Thuile                 | 45° 40′ 49″ N, 6° 53′ 02″ E |              |
| Vars                | 2 108 mètres | Massif du Parpaillon / Massif d'Escreins Hautes-Alpes / Alpes-de-Haute-Provence | Queyras                        | Vallée de l'Ubaye                   | 44° 32′ 21″ N, 6° 42′ 10″ E |              |
| Mont-Cenis          | 2 085 mètres | Massif du Mont-Cenis                                                            | Vallée de la Maurienne         | Val de Suse                         | 45° 15′ 37″ N, 6° 54′ 03″ E |              |
| Croix-de-Fer        | 2 065 mètres | Grandes Rousses / Arves                                                         | Vallée de l'Oisans             | Vallée de la Maurienne              | 45° 13′ 40″ N, 6° 12′ 13″ E |              |
| Lautaret            | 2 057 mètres | Arves / Écrins                                                                  | Oisans (vallée de la Romanche) | Briançonnais (vallée de la Guisane) | 45° 02′ 07″ N, 6° 24′ 20″ E |              |
| Champs              | 2 045 mètres | Pelat                                                                           | Vallée du Var                  | Vallée du Verdon                    | 44° 10′ 41″ N, 6° 42′ 05″ E |              |
| Sarenne             | 1 999 mètres | Grandes Rousses                                                                 | Vallée du Ferrand              | Vallée de la Sarenne                | 45° 05′ 15″ N, 6° 08′ 57″ E |              |
| Madeleine           | 1 993 mètres | Vanoise / Lauzière                                                              | Vallée de la Tarentaise        | Vallée de la Maurienne              | 45° 26′ 07″ N, 6° 22′ 32″ E |              |
| Larche              | 1 991 mètres | Chambeyron / Mercantour-Argentera Frontière franco-italienne                    | Vallée de l'Ubaye              | Vallée de la Stura di Demonte       | 44° 25′ 18″ N, 6° 53′ 55″ E |              |
| Cormet de Roselend  | 1 968 mètres | Beaufortain / Mont-Blanc                                                        | Beaufortain                    | Vallée de la Tarentaise             | 45° 41′ 28″ N, 6° 41′ 26″ E |              |
| Glandon             | 1 922 mètres | Belledonne / Arves                                                              | Oisans                         | Maurienne                           | 45° 14′ 22″ N, 6° 10′ 33″ E |              |
| Tende               | 1 871 mètres | Mercantour-Argentera / Alpes ligures Frontière franco-italienne                 | Vallée de la Roya              | Val Vermenagna                      | 44° 08′ 57″ N, 7° 33′ 43″ E |              |
| Montgenèvre         | 1 850 mètres | Cerces / Queyras                                                                | Briançonnais                   | Val de Suse                         | 44° 55′ 51″ N, 6° 43′ 24″ E |              |
| Échelle             | 1 762 mètres | Massif des Cerces                                                               | Vallée de la Clarée            | Vallée Étroite                      | 45° 01′ 35″ N, 6° 39′ 25″ E |              |
| Joux Plane          | 1 690 mètres | Massif du Chablais                                                              | vallée du Giffre               | vallée de la Dranse de Morzine      | 46° 07′ 47″ N, 6° 42′ 46″ E |              |
| Noyer               | 1 664 mètres | Massif du Dévoluy                                                               | Champsaur (vallée du Drac)     | Dévoluy (vallée de la Souloise)     | 44° 41′ 31″ N, 5° 59′ 07″ E |              |
| Saisies             | 1 632 mètres | Massif du Beaufortain                                                           | Val d'Arly                     | Beaufortain                         | 45° 45′ 30″ N, 6° 31′ 43″ E |              |
| Colombière          | 1 607 mètres | Massif des Bornes                                                               | Vallée du Borne                | Vallée du Reposoir                  | 45° 59′ 32″ N, 6° 28′ 32″ E |              |
| Turini              | 1 604 mètres | Préalpes de Nice                                                                | Vésubie                        | Bévéra                              | 43° 58′ 40″ N, 7° 23′ 30″ E |              |
| Télégraphe          | 1 566 mètres | Massif des Cerces                                                               | Maurienne                      | Vallée de la Valloirette            | 45° 12′ 09″ N, 6° 26′ 43″ E |              |
| Ramaz               | 1 559 mètres | Massif du Chablais                                                              | Vallée du Giffre               | Vallée du Foron                     | 46° 09′ 48″ N, 6° 34′ 29″ E |              |
| Aravis              | 1 486 mètres | Chaîne des Aravis                                                               | Vallée du Fier                 | Val d'Arly                          | 45° 52′ 21″ N, 6° 27′ 53″ E |              |